# Persone di nome Bartolomeo/Pittori
| Questa pagina contiene informazioni ricavate automaticamente dalle voci biografiche con l'ausilio del template Bio e di un bot. L'aggiornamento è periodico e automatico e ricostruisce completamente la pagina. Se manca una persona in questa lista, sei pregato di non aggiungerla, ma accertati piuttosto che la sua voce biografica contenga il template Bio e che i dati anagrafici siano correttamente compilati. Se il template Bio manca, inseriscilo tu stesso o, in alternativa, metti l'avviso {{tmp\|Bio}} che ne segnala la mancanza. Se i dati riportati sono sbagliati, correggi direttamente la voce biografica; le modifiche saranno visibili in questa lista entro pochi giorni. Per chiarimenti vedi il progetto antroponimi. La lista contiene solo le 54 persone che sono citate nell'enciclopedia e per le quali è stato implementato correttamente il template Bio. Pagina aggiornata al 16 ott 2024. |

Questa è una lista di persone presenti nell'enciclopedia che hanno il nome Bartolomeo e sono pittori.

## A(1)
- Bartolomeo Altomonte, pittore austriaco (Varsavia, n. 1694 - Sankt Florian, † 1783)

## B(12)
- Bartolomeo della Gatta, pittore, miniatore e religioso italiano (Firenze, n. 1448 - Arezzo, † 1502)
- Bartolomeo da Ponte Tresa, pittore svizzero (Ponte Tresa)
- Bartolomeo di Giovanni, pittore italiano (Firenze - † 1501)
- Bartolomeo Bettera, pittore italiano (Bergamo, n. 1639)
- Bartolomeo Bezzi, pittore italiano (Fucine d'Ossana, n. 1851 - Cles, † 1923)
- Bartolomeo Bimbi, pittore italiano (Settignano, n. 1648 - Firenze, † 1729)
- Bartolomeo Biscaino, pittore italiano (Genova, n. 1629 - Genova, † 1657)
- Bartolomeo Bonascia, pittore e architetto italiano (Modena, n. 1450 - Modena, † 1527)
- Bartolomeo Bongiovanni, pittore, scultore e architetto italiano (Creazzo, n. 1791 - Venezia, † 1864)
- Bartolomeo Bonone, pittore italiano
- Bartolomeo Bozza, pittore italiano (Venezia - Venezia, † 1594)
- Bartolomeo Bulgarini, pittore italiano (Siena - † 1378)

## C(7)
- Bartolomeo Cabrini, pittore italiano (Bergamo)
- Bartolomeo Caporali, pittore e miniatore italiano (Perugia, n. 1420 - Perugia)
- Bartolomeo Caravoglia, pittore italiano (Crescentino, n. 1620 - † 1691)
- Bartolomeo Cavarozzi, pittore italiano (Viterbo, n. 1587 - Roma, † 1625)
- Bartolomeo Caylina, pittore italiano (Brescia)
- Bartolomeo Cesi, pittore italiano (Bologna, n. 1556 - Bologna, † 1629)
- Bartolomeo Montagna, pittore italiano (Orzinuovi - Vicenza, † 1523)

## D(3)
- Bartolomeo Dall'Acqua, pittore italiano (Vicenza)
- Bartolomeo degli Erri, pittore italiano (Modena - Modena)
- Bartolomeo di Tommaso, pittore italiano (Foligno)

## F(3)
- Fra Bartolomeo, pittore italiano (Sofignano, n. 1472 - Firenze, † 1517)
- Berto Ferrari, pittore italiano (Bogliasco, n. 1887 - Genova, † 1965)
- Bartolomeo di Fruosino, pittore e miniatore italiano (Firenze - Firenze, † 1441)

## G(5)
- Bartolomeo Gatto, pittore e scultore italiano (Moio della Civitella, n. 1938 - Salerno, † 2021)
- Bartolomeo Gennari, pittore italiano (Cento, n. 1594 - Bologna, † 1661)
- Bartolomeo Ghetti, pittore italiano († 1536)
- Bartolomeo Giuliano, pittore italiano (Susa, n. 1825 - Milano, † 1909)
- Bartolomeo Guidobono, pittore italiano (Savona, n. 1654 - Torino, † 1709)

## L(3)
- Bartolomeo Ligozzi, pittore italiano (n. 1620)
- Bartolomeo Litterini, pittore italiano (Venezia, n. 1669 - Venezia, † 1748)
- Baccio Lomi, pittore italiano (Firenze - Pisa, † 1595)

## M(2)
- Bartolomeo Manfredi, pittore italiano (Ostiano, n. 1582 - Roma, † 1622)
- Bartolomeo Mendozzi, pittore italiano (Leonessa)

## N(2)
- Bartolomeo Nazari, pittore italiano (Clusone, n. 1693 - Milano, † 1758)
- Bartolomeo Neroni, pittore e scultore italiano (Siena - Siena, † 1571)

## O(1)
- Bartolomeo Orioli, pittore italiano (Treviso - Treviso)

## P(4)
- Bartolomeo Passante, pittore italiano (Brindisi, n. 1618 - Napoli, † 1648)
- Bartolomeo Passarotti, pittore italiano (Bologna, n. 1529 - † 1592)
- Bartolomeo Pedon, pittore italiano (Venezia, n. 1665 - Venezia, † 1732)
- Bartolomeo Pellerano, pittore italiano (Genova)

## R(2)
- Bartolomeo Ramenghi, pittore italiano (Bagnacavallo, n. 1484 - Bologna, † 1542)
- Bartolomeo Rusca, pittore svizzero (Arosio, n. 1680 - Madrid, † 1745)

## S(4)
- Bramantino, pittore e architetto italiano (Milano - Milano, † 1530)
- Bortolo Sacchi, pittore italiano (Venezia, n. 1892 - Bassano del Grappa, † 1978)
- Bartolomeo Scaligero, pittore italiano (Padova, n. 1605)
- Bartolomeo Schedoni, pittore italiano (Modena, n. 1578 - Parma, † 1615)

## V(4)
- Bartolomeo Valiani, pittore italiano (Pistoia, n. 1793 - Pistoia, † 1851)
- Bartolomeo Vandoni, pittore italiano (Oleggio, n. 1603 - Oleggio, † 1676)
- Bartolomeo Veneto, pittore italiano († 1555)
- Bartolomeo Vivarini, pittore italiano (Venezia)

## Z(1)
- Bartolomeo Zeni, pittore italiano (Bardolino, n. 1730 - † 1809)